# کریستوفر مولتیسانتی
کریستوفر مولتیسانتی ، با بازی مایکل امپریولی ،  یک شخصیت داستانی در سریال تلویزیونی «سوپرانوها » از شبکه HBO است. او شاگرد تونی سوپرانو و عضوی از خانواده تبهکار دی‌مئو است که در طول سریال از درجه دستیاری به درجه کاپیتانی ارتقا می‌یابد.
در سریال، تونی سوپرانو پس از مرگ پدر کریستوفر (دیکی مولتیسانتی)، نقش پدرخوانده را برای او ایفا می‌کند. تونی با محبت به کریستوفر به عنوان "برادرزاده" اشاره می‌کند، اما در واقع او پسرخاله درجه دوم کارمل (همسر تونی) محسوب می‌شود، چرا که پدر کارمل (هیو) و مادربزرگ کریستوفر (لنا) خواهر و برادر بودند. تونی و کریستوفر پیش از آشنایی تونی با کارمل یکدیگر را می‌شناختند، چرا که هر دو پدرشان در مافیا فعالیت داشتند. همچنین هر دو از طریق نسل‌های مختلف با تونی بلوندتو نسبت فامیلی دارند. آدریانا لا چروا (دوست دختر کریستوفر) نیز معتقد بود که تونی و کریستوفر از طریق مادر کریستوفر با هم نسبت خانوادگی دوری دارند. (این روابط پیچیده خانوادگی در سریال سوپرانوها، درهم‌تنیدگی روابط خویشاوندی در دنیای مافیا را به خوبی به تصویر می‌کشد و بر عمق تعاملات شخصیت‌ها می‌افزاید.) 

## زندگینامه
کریستوفر مولتیسانتی در سال ۱۹۶۹ از پدری به نام ریچارد "دیکی" مولتیسانتی (سرباز خانواده جنایی دی‌میو) و مادری به نام جوآن بلوندتو به دنیا آمد. در قسمت "Cold Cuts" فاش می‌شود که کریستوفر در محله روچل پارک از شهر پاراموس نیوجرسی - همجوار با مرکز خرید وستفیلد گاردن استیت پلازا - بزرگ شده است.
هنگامی که کریستوفر با پسرعمویش تونی بلوندتو درباره دوران کودکی خود صحبت می‌کند، خود را به عنوان یک جوان شهری معرفی می‌کند، ادعایی که بلوندتو با آن مخالف است. این تفاوت دیدگاه نشان‌دهنده اختلاف نظر آنها درباره هویت و پیشینه اجتماعی‌شان است. (این جزئیات از پیشینه کریستوفر به درک بهتر شخصیت پیچیده او کمک می‌کند و تضاد بین تصورات او از خود و واقعیت را برجسته می‌سازد.) هنگامی که مولتیسانتی در مورد ساخت یک فیلم زندگینامه‌ای درباره جو گالو با جان فاورو صحبت می‌کند، اشاره می‌کند که به‌طور مبهم به یاد می‌آورد گالو در سال ۱۹۷۲ به قتل رسیده، چون خودش در آن زمان فقط یک بچه (۳ ساله) بود. دیکی (پدر کریس) توسط یک آدمکش فرستاده‌ شده از طرف جونیور سوپرانو در زمانی که کریس بسیار کوچک بود کشته می‌شود (البته جونیور نقش خود را پنهان نگه می‌دارد و قتل به گردن مافیایی دیگری به نام جیلی روفالو انداخته می‌شود). تونی سوپرانو به کریس به عنوان یک «برادرزاده» محبت می‌کند و در طول سال‌ها از او حمایت می‌کند. کریس طرفدار برنامه تلویزیونی «Cops» است. مولتیسانتی قبل از مرگش هم‌اتاقی برندان فیلمون بوده و با آدریانا لا سرا نامزد بوده است (قبل از قتل آدریانا). کریس پسرعموی یک‌درجه‌حذف‌شده همسر تونی، کارملا، است و بنابراین پسرعموی دوم فرزندان او محسوب می‌شود.  
فصل ۱  

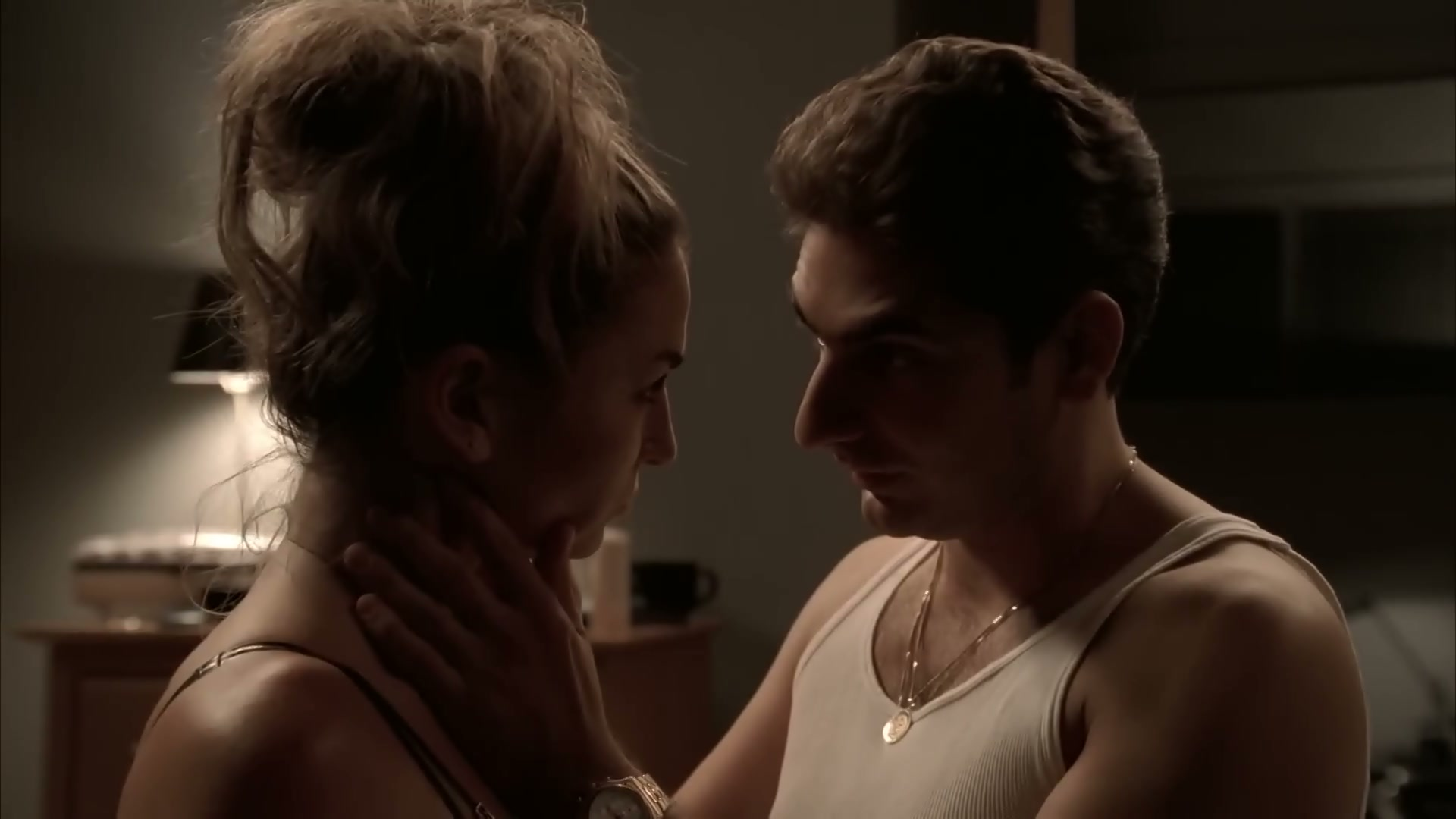
کریستوفر به همراه آدریانا لاسروا

کریس در ابتدای سریال به عنوان راننده و عضوی از تیم اجرایی تونی ظاهر می‌شود و مشتاق است تا در سلسلهمراتب مافیا رشد کند. او «استخوان‌هایش را محکم می‌کند» (اولین قتل خود را انجام می‌دهد) با کشتن امیل کولار برای حل اختلاف با خانواده جنایی دی‌میو بر سر مسیرهای حمل زباله در تریبورو تاورز. او ابتدا قصد دارد جسد را در سطل زباله برادران کولار بیندازد تا پیامی بفرستد، اما سالواتور «بیگ پوسی» بونپنسیِرو به او توصیه می‌کند جسد را جای دیگری بگذارد تا توجه کمتری به گروه جلب شود. این قتل در کابوس‌های کریس ظاهر می‌شود و او مجبور می‌شود دو بار جسد کولار را از خاک بیرون آورده و منتقل کند.  
کریس به برندان در ربودن کامیون‌های کاملی که تحت حفاظت جونیور سوپرانو هستند کمک می‌کند. به آن‌ها دستور داده می‌شود ۱۵,۰۰۰ دلار به جونیور بپردازند و از کامیون‌ها دور بمانند. کریس و برندان در حالی که تحت تأثیر متامفتامین هستند نقشه یک سرقت دیگر را می‌کشند، اما کریس در آخرین لحظه از روی وفاداری به تونی منصرف می‌شود. برندان و دو نفر دیگر سرقت را انجام می‌دهند که منجر به مرگ تصادفی راننده می‌شود.  
کریس توسط تونی به خاطر عدم استفاده از رهبری خود برای متوقف کردن برندان توبیخ می‌شود. جونیور که از زیر پا گذاشته شدن اقتدارش عصبانی است، یک اعدام ساختگی برای کریس در نیوجرسی مدولندز ترتیب می‌دهد. برندان توسط مایکی پالمیسه با شلیک به چشم کشته می‌شود. کریس بعداً انتقام مرگ برندان را به عنوان بخشی از انتقام تونی از جونیور می‌گیرد، هنگامی که او و پولی، مایکی را در جنگل کمین کرده و به قتل می‌رسانند.  
فصل ۲  
کریس مسئول طرح «پمپ و دامپ» خانواده می‌شود و متیو بویلاکوا و شان جیسمنته زیردستان او هستند. سرانجام، بویلاکوا و جیسمنته تصمیم می‌گیرند او را بکشند تا نظر ریچی آپریل را جلب کنند. آن‌ها در بیرون از یک رستوران به کریس حمله کرده و او را به شدت زخمی می‌کنند، اما او موفق می‌شود جیسمنته را بکشد در حالی که بویلاکوا از محل فرار می‌کند. وقتی کریس از کما بیرون می‌آید، طحال او برداشته شده و فرآیند بهبودی سختی را طی می‌کند، چون حدود یک دقیقه مرگ بالینی را تجربه کرده است.  
بویلاکوا در نهایت توسط تونی و بیگ پوسی پیدا و اعدام می‌شود. کریس به گروه می‌گوید که در دوران کما، خود را در جهنم یا برزخ دیده و به آن‌ها هشدار داده که برندان و مایکی به او گفته‌اند ساعت سه برایشان زمانی مهم خواهد بود.  
کمی قبل از تیراندازی، کریس و آدریانا با هم دعوا کرده‌اند و آدریانا پیش مادرش می‌رود. کریس با پیشنهاد ازدواج او را بازمی‌گرداند، برخلاف توصیه مادرش. با این حال، آن‌دو ازدواج نمی‌کنند.  
پس از مرگ ریچی به دست جانیس، تونی از کریس و فوریو جونتا می‌خواهد جسد را از بین ببرند. آن‌ها از اره و اتاق فرآوری ساترلیز برای تکه‌تکه کردن جسد استفاده می‌کنند. در مراسم فارغ‌التحصیلی میدو سوپرانو، تونی پیشنهاد می‌دهد که کریس به عضویت رسمی مافیا درآید.  
فصل ۳  
در مراسم تشرف کریس در قسمت «پسر خوش‌شانس»، او یک کلاغ را روی طاقچه پنجره می‌بیند و آن را به فال بد می‌گیرد. به عنوان جدیدترین عضو خانواده، او یک مغازه شرط‌بندی از کاپوی خود، پولی گوآلتیِری، به ارث می‌برد و موظف است حداقل پرداخت‌های هفتگی را به او بدهد. وقتی کریس در پرداخت‌ها به پولی مشکل پیدا می‌کند، تنش ایجاد می‌شود و پولی او را تحقیر می‌کند. پس از ماجرای جنگل‌های کاج، آن‌ها تصمیم می‌گیرند گذشته را فراموش کنند. در همین حال، کریس کلوپ کریزی هورس را در لانگ برنچ با مشارکت فوریو و مدیریت ظاهری آدریانا افتتاح می‌کند.  
کریس در صحنه‌ای حاضر است که جکی آپریل جونیور و دوستانش سعی می‌کنند یک بازی کارت تحت مدیریت یوجین پونته‌کورو را سرقت کنند. کریس و کاپوی موقت، آلبرت بارِزه، به آن‌ها شلیک می‌کنند و دوست جکی جونیور، دینو زریلی، در حال فرار کشته می‌شود. کریس که از جکی جونیور به عنوان رقیبی برای جلب محبت تونی متنفر است، قصد خود را برای کشتن جکی جونیور به عنوان انتقام از سرقت اعلام می‌کند، اما تونی مخالفت می‌کند. این باعث می‌شود کریس رهبری تونی را زیر سؤال ببرد و او را به دلیل عدم اجرای قوانین مافیا در حفاظت از اعضای رسمی، منافق خطاب کند که تونی را خشمگین می‌کند.  
در نهایت، ویتو اسپاتافوره با دستور رالف چیفارتو و تونی، جکی جونیور را در پروژه‌های بونتون با شلیک به پشت سرش به قتل می‌رساند. در مراسم تشییع جنازه جکی جونیور، کریس به همراه پَتسی پاریسی و سیلویو دانته به اتهام قمار دستگیر می‌شود.  
فصل ۴  
تونی برای محافظت از خود در برابر پیگرد قانونی، کریس را به عنوان رابط اصلی در فعالیت‌های جنایتکارانه منصوب می‌کند. سپس با وادار کردن او به قتل ستوان بازنشسته پلیس، بَری هایدو، پیوندی بین خود و برادرزاده‌اش ایجاد می‌کند و به کریس می‌گوید که هایدو قاتل پدرش بوده است. کریس با هایدو در خانه‌اش روبرو می‌شود و هایدو منکر هرگونه آشنایی با دیکی مولتیسانتی می‌شود و ادعا می‌کند که کسی «مشخصاً» دارد او را گول می‌زند. با این حال، او ناخواسته با گفتن این جمله که «ببین، هرکسی به تو گفته من در مرگ او نقشی داشتم دروغ می‌گوید!» - قبل از اینکه کریس حتی اشاره‌ای به مرگ دیکی بکند - نشان می‌دهد که هایدو او را می‌شناخته است.  
آخرین کلمات هایدو قبل از مرگش به دست کریس این است: «متأسفم!» که نشان می‌دهد احتمالاً مقصر بوده است. در قسمت «No Show»، کریس به عنوان کاپوی موقت گروه پولی منصوب می‌شود در حالی که پولی به اتهام سلاح غیرقانونی در زندان است. همچنین به او یک شغل صوری در محل ساخت اسپلناد اعطا می‌شود. این ارتقاء پَتسی را که سابقه بیشتری دارد عصبانی می‌کند. آن‌دو بر سر سرقت‌های ادامه‌دار پَتسی از محل ساخت‌وساز - برخلاف دستور تونی - درگیر می‌شوند. در واقع، سیلویو پشت پرده تحریک پَتسی بوده، چون او هم از ارتقاء کریس حسادت می‌کرد.  
مصرف مواد کریس پس از ارتقاء موقتش از کنترل خارج می‌شود. وقتی تونی از او می‌خواهد جسد رالف چیفارتو را از بین ببرد، متوجه می‌شود که کریس تحت تأثیر هروئین است. اگرچه آن‌ها موفق می‌شوند جسد را پنهان کنند، تونی تصمیم می‌گیرد برادرزاده‌اش به کمک نیاز دارد. بعداً، کریس در حالی که سعی دارد هروئین بخرد، توسط یک باند پورتوریکویی مورد سرقت قرار می‌گیرد. وقتی کریس به آدریانا خشونت فیزیکی نشان می‌دهد، تونی یک جلسه مداخله ترتیب می‌دهد. اما جلسه به بدی پایان می‌یابد وقتی فاش می‌شود که کریس به طور تصادفی سگ آدریانا را در حالت مستی له کرده و کشته است. تونی که اسب محبوبش در آتشی که رالف به پا کرده بود کشته شده، بسیار عصبانی می‌شود و اصرار می‌کند کریس به مرکز ترک اعتیاد برود و پَتسی را به عنوان محافظ او منصوب می‌کند.  
پس از ترک موفقیت‌آمیز کریس، تونی او را مأمور ترور برنامه‌ریزی‌شده کارماین لوپرتازی می‌کند. کریس این کار را به کرِدِنزو کورتیس و استنلی جانسون - دو عضو باند سیاه‌پوست و قاچاقچی مواد مخدر که از دوران اعتیادش می‌شناخت - می‌سپارد. وقتی این مأموریت لغو می‌شود و تونی از او می‌خواهد مطمئن شود ردپایی از آن‌ها باقی نمانده، کریس بنی فازیو و پیتر «بیسل» لاروسا را مأمور می‌کند تا کورتیس و جانسون را بکشند در حالی که خودش در ماشینش منتظر می‌ماند و نظارت می‌کند. فازیو و لاروسا پولی را که کریس به کورتیس و جانسون داده بود دزدیده و برمی‌گردانند، چون فکر می‌کردند این پول دستمزد قتلی بوده که به آن‌ها محول شده بود.  
فصل ۵  
کریس و پولی مسئول یک عملیات قاچاق سیگار می‌شوند. در حالی که کریس برای تحویل سیگارها به کارولینای شمالی سفر کرده، تونی و آدریانا در یک تصادف رانندگی گیر می‌کنند. شایعاتی پخش می‌شود که تصادف به این دلیل رخ داده که آدریانا در حال ساک زدن تونی بوده است. کریس از این موضوع باخبر شده، مست می‌کند، با ویتو درگیر می‌شود و در باشگاه بادا بینگ به سمت تونی اسلحه می‌کشد. تونی آماده کشتن کریس است، اما پسرعمویش تونی بلوندتو دخالت کرده و جان کریس را نجات می‌دهد. تونی ب. یک ملاقات با پزشکی که تونی و آدریانا را درمان کرده ترتیب می‌دهد و پزشک توضیح می‌دهد که هر دو سرنشین در حالت نشسته و کمربندهایشان بسته بوده‌اند. کریس با ویتو و تونی آشتی می‌کند.  
کریس بعداً به همراه تونی و تونی ب. به مزرعه عمویش پَت بلوندتو سفر می‌کند. آن‌ها به پَت کمک می‌کنند جسدهایی را که در مزرعه پنهان شده‌اند جابه‌جا کنند، چون پَت قصد دارد از آنجا برود. در آنجا، کریس یادآوری می‌کند که در کودکی توسط دو تونی مورد زورگیری قرار گرفته بوده و آن‌ها با مسخره کردن مشکلات اعتیادش، همان رفتار را تکرار می‌کنند.  
در طول این مدت، کریس رابطه‌ای پرتنش و گاهی خشونت‌آمیز با آدریانا دارد. او با اجازه دادن به آدریانا برای تولید یک دموی موسیقی و سپس سپردن یک کلوپ به او، به آرزوهای شغلی‌اش در موسیقی جامه عمل می‌پوشاند. آن‌ها قبل از فرستاده شدن کریس به مرکز ترک اعتیاد نامزد می‌کنند. اما پس از اینکه کریس متوجه می‌شود آدریانا با اکراه به اف‌بی‌آی اطلاعات داده، به جای پذیرفتن درخواست او برای پیوستن به برنامه حفاظت از شاهدان، به تونی گزارش می‌دهد. تونی، سیلویو دانته را مأمور می‌کند تا با آدریانا ملاقات کند و ادعا می‌کند که قرار است او را برای ملاقات با کریس به بیمارستان ببرد، اما در واقع سیلویو او را در جنگل به قتل می‌رساند. کریس دوباره به هروئین روی می‌آورد و از غم آدریانا نزد تونی اشک می‌ریزد.  
فصل ۶  
بخش اول  
کریس به عنوان کاپو منصوب می‌شود، مطابق با برنامه بلندمدت تونی برای ارتقاء برادرزاده‌اش تا زمانی که در نهایت به مقام رئیس خانواده برسد. تونی از کریس برای سازماندهی یک ترور حساس علیه راستی میلیو استفاده می‌کند. کریس ابتدا در مورد تصمیم تونی برای واگذاری این کار به دوستانشان در ناپل تردید دارد، اما بعداً متوجه می‌شود که این حرکت هوشمندانه‌ای بوده است. او از همدست ایتالیایی‌زبانش، کورکی کاپوراله، برای ارتباط با قاتلان و ارائه سلاح و دستورالعمل استفاده می‌کند و در عوض به او هروئین می‌دهد. آمادگی کریس برای مسئولیت رهبری گروه خودش زیر سؤال است، چون او با امکان شروع یک حرفه در هالیوود، بازگشت به اعتیاد و احساسات حل‌نشده نسبت به نامزد مقتولش حواس‌پرت است.  
گروه کریس درگیر یک کلاهبرداری کارت اعتباری می‌شوند؛ اسپانسر گروه AA او، جیمز «مورمر» زانکون و بنی فازیو، شماره‌های کارت‌های اعتباری را از کسب‌وکارهای محلی دزدیده و به دوستانشان احمد و محمد می‌فروشند. کریس در مورد ارتباط احتمالی این افراد با تروریسم نگران می‌شود. استفاده از شماره‌های رستوران نووو وزوویو منجر به یک درگیری خشونت‌آمیز بین بنی و دوست تونی، آرتی بوکو می‌شود. تونی، سفر کریس به لس‌آنجلس را مقصر عدم حل سریع این اختلاف می‌داند.  
کریس پس از اطلاع از بارداری کِلی لومباردو با او ازدواج می‌کند. او یک مراسم نامزدی دیروقت با خانواده جنایی سوپرانو در نووو وزوویو برگزار می‌کند، جایی که «لری بوی» بارزه برای آینده‌اش آرزوی موفقیت می‌کند. اما وقتی بعداً برای پرداخت آخرین قسط به کورکی - که شامل هروئین بیشتری هم می‌شود - می‌رود، با دیدن تزریق دوستش نمی‌تواند مقاومت کند و تمام شب را در جشنواره سنت الزیر با یک سگ ولگرد سپری می‌کند.  
کریس کمی قبل از جشنواره با تونی به یک سفر جاده‌ای به پنسیلوانیا می‌رود. در راه برگشت، آن‌ها شاهد دزدی یک مرکز خرید توسط چند موتورسوار می‌شوند و بخشی از غنیمت را برای خود برمی‌دارند. این منجر به یک تیراندازی می‌شود که در آن کریس یکی از موتورسواران را می‌کشد در حالی که تونی فرار می‌کند. بعداً، آن‌دو با شراب دزدیده‌شده مست می‌کنند و کریس به یاد می‌آورد که چگونه خیانت آدریانا را به تونی گفته بود. آن‌ها عشق و وفاداری خود به یکدیگر را ابراز می‌کنند، اما وقتی بعداً سعی می‌کنند این صمیمیت را در حالت هوشیاری تکرار کنند، گفت‌وگو به سکوت awkward می‌کشد. ماه‌ها بعد، کریس دوباره در جلسات AA حاضر می‌شود.  
بخش دوم  
کریس فیلم خود به نام «Cleaver» را در یک نمایش خصوصی برای اعضای خانواده سوپرانو به نمایش می‌گذارد و به دنبال توزیع nationwide آن است. او همچنین سعی می‌کند از الکل دوری کند و از بادا بینگ فاصله می‌گیرد. وقتی تونی شروع به آماده کردن بابی باکالا برای جایگاهی می‌کند که روزی متعلق به کریس بود، مشخص می‌شود که رابطه آن‌ها سرد شده است. با توجه به کینه کریس نسبت به تونی به خاطر مرگ آدریانا و تمایل ادامه‌دارش برای ورود به صنعت فیلم، آن‌ها بیش از پیش از هم فاصله می‌گیرند.  
وقتی کریس پس از یک درگیری دیگر با پولی دوباره به سمت الکل می‌رود، از گروه عصبانی می‌شود و آنجا را ترک می‌کند. او بعداً به خانه دوستش جِی.تی. دُلن می‌رود تا با کسی صحبت کند. وقتی جِی.تی. صراحتاً به عضویت کریس در مافیا اشاره می‌کند و امشب اجازه نمی‌دهد کریس مشکلاتش را بازگو کند، کریس به سرش شلیک می‌کند و می‌رود.  
در حالی که تونی و کریس پس از یک ملاقات با فیل لئوتاردو و گروه نیویورک در حال رانندگی هستند، کریس - که به وضوح تحت تأثیر مواد و الکل است - با کادیلاک اسکالید خود تصادف می‌کند. تونی از خودرو بیرون می‌آید، اما کریس به شدت زخمی شده و خون بالا می‌آورد. او التماس می‌کند که تونی به او کمک کند و زیر لب می‌گوید که اگر تست اعتیاد بدهد، گواهینامه‌اش را از دست می‌دهد. تونی شاخه درختی را می‌بیند که به صندلی ماشین - جایی که دختر کریس می‌توانست نشسته باشد - فرو رفته است. او بینی کریس را می‌گیرد و باعث می‌شود او در خون خودش خفه شود.  
در ادامه قسمت، تونی رفتار مناسبی برای خانواده در عزاداری نشان می‌دهد، اما به سختی می‌تواند احساس راحتی خود را از خلاص شدن از شر کریس - که برای مدت‌ها با نافرمانی‌ها، اعتیاد، رفتارهای بی‌پروایش و شکایت‌هایش بار سنگینی روی دوش تونی بود - پنهان کند. او کریس را «سنگینی» روی احساساتش و یک «معتاد ضعیف و دروغگو» توصیف می‌کند. در یک رویا، تونی به دکتر مِلفی اعتراف می‌کند که کریس را به قتل رسانده، درست مانند پسرعمویش تونی بلوندتو و بهترین دوستش بیگ پوسی. در قسمت‌های پایانی سریال، عکس کریس به احترام او در قصابی آویزان می‌شود. پولی از این که گربه محل تمام روز به عکس خیره می‌شود ناراحت است.  
دانسته‌های محرمانه  
به دلیل رابطه نزدیکش با تونی سوپرانو، کریس تنها کسی است (به جز تونی) که می‌داند چه جسدهایی در مزرعه «عمو پَت» بلوندتو دفن شده‌اند و واقعاً چه بلایی سر رالف چیفارتو آمده است. کریس همچنین یکی از معدود افرادی است (به همراه فوریو جونتا) که از قتل ریچی آپریل توسط جانیس سوپرانو، قتل فابیان پترولیو توسط تونی سوپرانو، نقشه لغوشده ترور کارماین لوپرتازی (رئیس نیویورک) و قتل آدریانا لا سرا توسط سیلویو دانته باخبر است.  
قدیسان فراوان نیوآرک
امپریولی (بازیگر کریس) در فیلم پیش‌درآمد «قدیسان فراوان نیوآرک» به عنوان راوی حضور دارد. کریس ظاهراً از جهان پس از مرگ در حال روایت است و با تلخی به مرگ خود به دست تونی و عدم حمایت مالی تونی از خانواده‌اش پس از مرگ اشاره می‌کند. در طول فیلم، نوزاد کریس هنگام دیدن تونی در یک مهمانی خوشامدگویی برای پدر تونی، «جانی بوی» سوپرانو، گریه می‌کند. وقتی تونی از این رفتار نوزاد کریس متعجب می‌شود، یک زن در میز به او می‌گوید: «بعضی بچه‌ها وقتی به دنیا می‌آیند، چیزهایی از آن طرف (جهان دیگر) می‌دانند.» صحنه پایانی فیلم با روایت کریس به پایان می‌رسد که می‌گوید تونی «کسی است که من به خاطر او به جهنم رفتم.»  

## قتل‌ها یا قتل‌های احتمالی که توسط کریستوفر مولتیسانتی انجام یا در آن‌ها مشارکت داشته است

### قتل‌های مستقیم:
1. امیل کولار (۱۹۹۸)  
   - با شلیک به سر در پشت مغازه ساتریلز پورک استور کشته شد.  
   - دلیل: اختلاف بین شرکت بارون سانیتیشن (شرکت تونی) و برادران کولار بر سر قراردادهای مدیریت زباله.  
2. مایکی "گراب بیگ" پالمیسه (۱۹۹۹)  
   - توسط کریس و پالی با شلیک به سینه کشته شد.  
   - دلیل: نقشه کشتن تونی به همراه جونیور و قتل برندان فیلمون (دوست کریس).  
3. شان جیسمنته (۲۰۰۰)  
   - در درگیری مسلحانه توسط کریس کشته شد.  
   - دلیل: شان و متیو بویلاکوا قصد کشتن کریس را داشتند.  
4. کارلو رنزی (۲۰۰۱)  
   - با شلیک به سر در حین یک سرقت از بازی پوکر کشته شد.  
   - دلیل: دفاع از خود.  
5. دینو زریلی (۲۰۰۱)  
   - توسط کریس و آلبرت بارزه کشته شد.  
   - دلیل: مشارکت در سرقت مسلحانه بازی پوکر به همراه جکی جونیور که منجر به کشته شدن سانشاین و زخمی شدن فوریو جونتا شد.  
6. سروان پلیس بَری هایدو (۲۰۰۲)  
   - در خانه‌اش اعدام شد.  
   - دلیل: تونی به کریس گفت هایدو قاتل پدرش (دیکی مولتیسانتی) بوده است.  
7. جِی.تی. دُلن (۲۰۰۷)  
   - در حالت مستی با شلیک به سر کشته شد.  
   - دلیل: عصبانیت از اینکه دُلن گفت: «کریس، تو در مافیایی!» و حاضر نشد به حرف‌هایش گوش دهد.  

### مشارکت در پنهان کردن یا کمک به قتل‌های دیگران:
1. جیمی "جیم" آلتیری (۱۹۹۹)  
   - کریس او را به دام انداخت و سیلویو دانته با شلیک به پشت سرش او را کشت.  
   - کریس در انتقال جسد با استفاده از چرخ دستی پیانو کمک کرد.  
2. ریچی آپریل (۲۰۰۰)  
   - توسط جنیس سوپرانو کشته شد.  
   - کریس و فوریو جونتا جسد را در زیرزمین ساتریلز تکه‌تکه کردند.  
3. تریسی (۲۰۰۰)  
   - توسط رالف چیفارتو کتک خورد و کشته شد.  
   - کریس به دستور سیلویو ملافه‌ای برای پوشاندن جسد آورد.  
4. والری (۲۰۰۱)  
   - توسط پالی در جنگل زخمی شد (سرنوشت نهایی نامشخص).  
   - کریس و پالی او را تعقیب می‌کردند.  
5. رالف چیفارتو (۲۰۰۳)  
   - توسط تونی خفه شد و سپس سر و دست‌هایش با کارد قصابی قطع شد.  
   - کریس سر و دست‌ها را در کیف بولینگ گذاشت و در پنهان کردن جسد کمک کرد.  
6. کرِدِنزو کورتیس و استنلی جانسون (۲۰۰۳)  
   - بعد از لغو ترور کارماین لوپرتازی، کریس دستور کشتن آن‌ها را داد.  
   - بنی فازیو و پیتر "بیسل" لاروسا آن‌ها را در ماشینشان کشتند.  
7. رائول (۲۰۰۴)  
   - کریس آجری به او پرتاب کرد و سپس پالی به او شلیک کرد.  
8. "بلک" جک ماسارونه (۲۰۰۴)  
   - کریس داوطلب ترور او شد، اما مشخص نیست که آیا مستقیماً کشته‌اش کرد یا نه.  
9. آدریانا لا سرا (۲۰۰۴)  
   - توسط سیلویو دانته کشته شد، اما کریس با پارک کردن ماشینش در فرودگاه وانمود کرد که فرار کرده است.  
10. تدی اسپیروداکیس (۲۰۰۶)  
    - کریس از یوجین پونته‌کورو خواست او را بکشد در ازای توصیه به تونی برای بازنشستگی یوجین.  
11. راستی میلیو (۲۰۰۶)  
    - کریس ترور او را با کمک قاتلان کامورای ناپلی سازماندهی کرد.  

## ارجاعات به کارنامه هنری مایکل امپریولی (بازیگر کریستوفر مولتیسانتی) در سریال سوپرانوها
۱. اشاره به فیلم Goodfellas (۱۹۹۰)
- در قسمت "46 Long"، کریس و برندان فیلمون در بیرون یک کلاب با مارتین اسکورسیزی (با بازی یک شبیه‌ساز) روبرو می‌شوند.  
  - کریس فریاد می‌زند: «مارتی! کوندون! دوستش داشتم!» (اشاره به فیلم Kundun ساخته اسکورسیزی).  
  - مایکل امپریولی در Goodfellas در نقش «اسپایدر» (یک گانگستر جوان) بازی کرده بود که توسط جو پشی (تامی دیویتو) ابتدا به پا و سپس کشته می‌شود.  
- در فصل ۱، کریس به پای یک فروشنده نانوایی شلیک می‌کند چون به نظرش به او بی‌احترامی شده بود.  
  - این صحنه ادای احترامی به مرگ شخصیت اسپایدر در Goodfellas است که به همین شکل زخمی می‌شود.  
  - وقتی فروشنده از درد فریاد می‌زند، کریس می‌گوید: «اتفاق می‌افته!» — دقیقاً مشابه دیالوگی که در Goodfellas گفته می‌شود.  
- در فصل ۲ (قسمت "Big Girls Don't Cry")، وقتی کریس به عنوان یک بازیگر تازه‌کار اعتمادبه‌نفس پیدا می‌کند:  
  - آدریانا به او می‌گوید: «من تو رو به عنوان یک بازیگر دوست دارم.»  
  - کریس پاسخ می‌دهد: «جو پشی یا اینطوریه؟» و سپس تقلید جو پشی را انجام می‌دهد (اشاره به همکاری‌شان در Goodfellas).  
۲. اشاره به فیلم Dead Presidents (۱۹۹۵)
- در قسمت "Live Free or Die"، وقتی مشخص می‌شود ویتو اسپاتافوره همجنس‌گراست، کریس می‌گوید:  
  - «می‌خوام خودم این خره چاق رو بکشم، افتخار می‌کنم. پیسیاتیلش رو ببرم و خودش بخورنش.»  
  - این دیالوگ ارجاعی به سرنوشت شخصیت دامبروزیو (با بازی امپریولی) در Dead Presidents است که در ویتنام توسط سربازان ویت‌کنگ اخته می‌شود.  
  - «پیسیاتیل» (pisciatil') اصطلاح عامیانه ایتالیایی-آمریکایی برای آلت مردانه است.  
۳. نحوه انتخاب امپریولی برای نقش کریستوفر
- وقتی مایکل امپریولی برای نقش کریستوفر تست داد، فکر می‌کرد دیوید چیس (سازنده سریال) از بازی او راضی نیست.  
- اما در کمال تعجب، این نقش به او پیشنهاد شد و تبدیل به یکی از به‌یادماندنی‌ترین نقش‌هایش شد.  

## واکنش‌ها به شخصیت کریستوفر مولتیسانتی و بازی مایکل امپریولی
شخصیت کریستوفر مولتیسانتی در سریال سوپرانوها و اجرای مایکل امپریولی در این نقش با تحسین گسترده منتقدان و مخاطبان مواجه شد.  
جوایز و نامزدی‌ها  
- 🏆 برنده جایزه امی (Primetime Emmy) برای بهترین بازیگر مکمل مرد در یک سریال درام (۲۰۰۴).  
- ۴ بار دیگر نیز برای همین جایزه نامزد شد (۲۰۰۰، ۲۰۰۱، ۲۰۰۳، ۲۰۰۶).  
- ۲ بار نامزد جایزه گلدن گلوب برای بهترین بازیگر مکمل (۲۰۰۲ و ۲۰۰۴).  
رتبه‌بندی‌ها و افتخارات  
- 🎬 رتبه ۱۳ در فهرست "۱۰۰ شخصیت برتر تلویزیونی" توسط TV Guide.  
- از کریستوفر به عنوان یکی از پیچیده‌ترین و به‌یادماندنی‌ترین شخصیت‌های درام تلویزیونی یاد می‌شود.  
نقش کلیدی در موفقیت سریال  
- امپریولی با بازی عمیق خود، تضادهای درونی کریستوفر—وفاداری به خانواده مافیا در مقابل تمایل به پیشرفت شخصی و اعتیاد ویرانگرش—را به شکلی تأثیرگذار به تصویر کشید.  
- صحنه‌هایی مثل فروپاشی عاطفی پس از مرگ آدریانا یا کشمکش‌هایش با تونی از لحظات به‌یادماندنی سریال هستند.  
مایکل امپریولی با نقش کریستوفر مولتیسانتی نه‌تنها یکی از بهترین اجراهای تاریخ تلویزیون را ارائه داد، بلکه جایگاه خود را به عنوان یک بازیگر چیره‌دست در ژانر درام تثبیت کرد. 🎭